# Bulbophyllum teretifolium
Bulbophyllum teretifolium (лат.) — эпифитное растение, вид рода Бульбофиллюм (Bulbophyllum) семейства Орхидные (Orchidaceae). Эндемик Камеруна, произрастает в субтропических или тропических влажных горных лесах.

## Ботаническое описание
Bulbophyllum teretifolium — травянистая эпифитная орхидея с псевдобульбами длиной 26-33 мм и шириной 4-6 мм. Листья имеют цилиндрическую форму, 120—225 мм в длину и около 2 мм в ширину. От 19 до 37 белых и пурпурно-розовых цветков расположены на тонком цветущем стебле длиной 55-105 мм. Цветок на цветоножке (включая завязь) длиной 1,5-2 мм. Основной дорзальный чашелистик овальной формы 3,5-4 мм в длину, около 2 мм в ширину и слегка бородавчатый; боковые чашелистики 4-4,5 мм в длину и около 2 мм в ширину. Лепестки около 1,5 мм в длину и менее 0,5 мм в ширину. Губа составляет около 2 мм в длину и 1,0-1,5 мм в длину и состоит из трех лепестков.

## Таксономия
Вид B. teretifolium впервые описан в 1905 году немецким ботаником и таксономистом Рудольфом Шлехтером в Botanische Jahrbücher für Systematik, Pflanzengeschichte und Pflanzengeographie. Видовой эпитет — от латинских слов teres, означающих «округлый» и folium, означающих «лист».
В 2004 году Филипп Крибб и Бенедикт Джон Поллард сообщили об открытии единственного эпифита, который Поллард обнаружил в 2002 году на одном небольшом культурном дереве манго (Mangifera indica) в частном саду в Ньясосо (на высоте 830 м) на горе Купе. Растение получило название Bulbophyllum kupense. Bulbophyllum kupense рассматривается как синоним B. teretifolium во Всемирном перечне избранных семейств растений.

## Распространение и местообитание
Bulbophyllum teretifolium — эндемик Камеруна. Встречается в окрестностях столицы страны Яунде, где произрастает на склонах холмов. Обитает в субтропических или тропических влажных горных лесах.

## Охранный статус
Вид Bulbophyllum teretifolium растёт в лесах, которым угрожает вырубка, охота и расчистка территорий для сельскохозяйственных нужд, поэтому классифицируется как «находящийся на грани полного исчезновения» в Красном списке угрожаемых видов МСОП.